# Schwäbische Neue Presse
Die Schwäbische Neue Presse war eine Augsburger Wochenzeitung, die vom Verleger und Chefredakteur Walter Kurt Schilffarth Mitte der 1960er-Jahre gegründet wurde.
Die Zeitung, die ursprünglich als Augsburger Neue Presse bekannt wurde, erschien erstmals am 1. Mai 1964. Sie wurde nach dem Vorbild der Bild am Sonntag gestaltet und startete mit einer Auflage von 6.000 Exemplaren. Innerhalb weniger Monate war die Auflage auf 10.000 Exemplare gestiegen (9. Juli 1964).
Am 14. August 1964 wurde die Zeitung in Schwäbische Neue Presse umbenannt. Unter diesem Namen erreichte sie eine Auflage von bis zu 40.000 Exemplaren.
Im Frühjahr 1990 erwarb der Verlag der Münchener Abendzeitung die Schwäbische Neue Presse. Ab dem 3. März 1990 wurde im Großraum Augsburg die Abendzeitung – Ausgabe für Schwaben veröffentlicht, die jedoch auf nahezu alle Inhaltselemente der Schwäbischen Neuen Presse verzichtete. Diese Ausgabe konnte sich jedoch nicht durchsetzen und wurde bereits am 12. Januar 1991 eingestellt.